# ويلارد رايس
ويلارد رايس (بالإنجليزية: Willard Rice)‏ هو لاعب هوكي الجليد أمريكي، ولد في 21 أبريل 1895 في نيوتن في الولايات المتحدة، وتوفي في 21 يوليو 1967 في Weston, Massachusetts ‏ في الولايات المتحدة.

## وصلات خارجية
- ويلارد رايس على موقع EliteProspects.com (الإنجليزية)
- ويلارد رايس على موقع Eurohockey.com (الإنجليزية)
- ويلارد رايس على موقع أوليمبيديا (الإنجليزية)